# Батицкий, Павел Фёдорович
Па́вел Фёдорович Бати́цкий (укр. Павло Федорович Батицький; 14 (27) июня 1910 года, Харьков, Харьковская губерния — 17 февраля 1984 года, Москва) — советский военный деятель, Маршал Советского Союза (15 апреля 1968 года). Герой Советского Союза (7 мая 1965 года).
Член ВКП(б) с 1938 года. Кандидат в члены ЦК КПСС с 1961 года. Член ЦК КПСС с 1966 года. Депутат Верховного Совета СССР 6—10-го созывов (1962—1984).
В 1953 году расстрелял Лаврентия Берию, приведя в исполнение приговор в отношении него.

## Начальная биография
Павел Фёдорович Батицкий родился 14 (27) июня 1910 года в Харькове в семье рабочих. Украинец.
В 1922 году окончил 4 класса неполной средней школы, а затем — фабрично-заводское училище при Харьковском моторостроительном заводе «Серп и Молот».

## Военная служба

### Межвоенное время
В октябре 1924 года в возрасте 14 лет был зачислен в Украинскую военно-подготовительную школу в Харькове, вскоре передислоцированную в Полтаву. После окончания школы в 1927 году был направлен на учёбу во 2-ю Борисоглебско-Ленинградскую кавалерийскую школу комсостава РККА, после окончания которой в сентябре 1929 года был направлен в 40-й кавалерийский полк 7-й Самарской кавалерийской дивизии (Белорусский военный округ), где служил на должностях командира кавалерийского и сапёрного взводов.
В декабре 1931 года был назначен на должность помощника командира, а затем — на должность командира отдельного сапёрного эскадрона 40-го кавалерийского полка (2-я кавалерийская бригада, 7-я Самарская кавалерийская дивизия, 3-й кавалерийский корпус).
В апреле 1935 года был направлен на учёбу в Военную академию РККА имени М. В. Фрунзе, которую окончил с отличием и в июле 1938 года назначен на должность офицера для особых поручений в оперативном отделе Генерального штаба РККА, а в феврале 1939 года — на должность помощника начальника отделения там же.
В сентябре 1939 года Батицкий был направлен в служебную командировку в Китай, где был начальником штаба группы советских военных советников при штабе Чан Кайши. После возвращения в декабре 1940 года был назначен на должность начальника штаба 11-й моторизованной пулемётно-артиллерийской бригады (Прибалтийский военный округ), дислоцированной в Каунасе, а в марте 1941 года — на должность начальника штаба 202-й моторизованной дивизии (12-й механизированный корпус).

### Великая Отечественная война
С началом войны подполковник Батицкий находился на прежней должности. 202-я моторизованная дивизия вела тяжёлые оборонительные боевые действия на Северо-Западном фронте, и в период с 23 по 25 июня принимала участие в ходе фронтового контрудара на Шяуляй, однако во время этих боёв дивизия понесла значительные потери, потеряв материальную часть, после чего отступала на псковском направлении. В августе с несколькими бойцами вышел из окружения на новгородском направлении.
В сентябре был назначен на должность начальника штаба 26-й стрелковой дивизии, а в ноябре — на должность командира 254-й стрелковой дивизии, которая вскоре принимала участие в боевых действиях в ходе Демянской операции, а затем вела оборонительные боевые действия на северном фланге «рамушевского коридора», соединявшего полуокружённую демянскую группировку войск противника с его основными силами, не давая возможности противнику расширить этот коридор. В то же время неоднократные попытки дивизии перерезать пути снабжения 2-го армейского корпуса противника, оборонявшегося в Демянском котле, также не имели успеха.
20 июля 1943 года был назначен на должность командира 73-го стрелкового корпуса, который находился на формировании в составе 52-й армии в районе города Ахтырка. После окончания формирования с августа корпус принимал участие в ходе битвы за Днепр, в ходе которой форсировал реку дважды: в сентябре 1943 года в районе южнее Канева, а затем, после передислокации, в ноябре-декабре в районе Черкасс, после чего участвовал в ходе его освобождения.
Вскоре корпус под командованием Батицкого вёл боевые действиях во время Корсунь-Шевченковской и Уманско-Ботошанской наступательных операций, а также в освобождении городов Зеньков, Умань и Бельцы. 26 марта 1944 года после форсирования реки Прут в районе севернее города Унгень корпус в числе первых вышел на государственную советско-румынскую границу. На совещании с участием Конева И. С. высказал мнение о нецелесообразности наступления ослабленными силами за что был отстранен от командования корпусом.
24 апреля 1944 года Батицкий был назначен на должность командира 50-го стрелкового корпуса, ведшего боевые действия на территории Молдавии, а в конце мая того же года — на должность командира 128-го стрелкового корпуса, который вскоре принимал участие в боевых действиях в ходе Белорусской операции, во время которой после прорыва обороны противника южнее Бобруйска принимал участие в освобождении городов Барановичи и Брест, а также в форсировании реки Западный Буг.
Вскоре корпус после передислокации в Восточную Пруссию принимал участие в Гумбиннен-Гольдапской, Восточно-Прусской наступательных операциях. В марте-апреле 1945 года корпус в составе армии передали на 1-й Украинский фронт, где он участвовал в Берлинской и Пражской наступательных операциях.
Представлялся к званию Героя Советского Союза в декабре 1943 года за отличия при освобождении города Черкассы, но награждён не был.

### Послевоенная карьера
После окончания войны находился на прежней должности около года.
В мае 1946 года был направлен на учёбу в Высшую военную академию имени К. Е. Ворошилова, которую окончил в феврале 1948 года с золотой медалью  и в июне того же года назначен на должность командира 73-го стрелкового корпуса. В сентябре того же года Батицкий был направлен в Войска ПВО и назначен на должность начальника штаба — 1-го заместителя командующего войсками Московского района ПВО.
В феврале 1950 года назначен на должность командующего Шанхайской группы войск ПВО в КНР, которая имела задачу прикрытия от воздушных налётов авиации Гоминьдана с острова Тайвань. Были развёрнуты несколько советских истребительных, зенитно-артиллерийских, прожекторных и радиолокационных полков, а также начато массовое обучение китайских военных специалистов. В связи с потерей от зенитного огня 6 самолётов и 1 — сбитым в воздушном бою, ВВС Гоминьдана отказались от бомбардировок китайской территории. При этом по ошибке был сбит также и один самолёт ВВС Народно-освободительной армии Китая. Собственных боевых потерь в авиации части Батицкого не имели.
После возвращения из Китая в сентябре 1950 года был назначен на должность начальника Главного штаба — заместителя главнокомандующего ВВС СССР. Будучи в этой должности генерал-лейтенант Батицкий, совместно с командующим Московским округом ПВО генерал-полковником К. С. Москаленко под руководством Маршала Советского Союза Г. К. Жукова 26 июня 1953 года принял участие в аресте на заседании Президиума Совета Министров СССР и в тайном вывозе из Кремля Л. П. Берия. Берия вскоре был обвинён в «антипартийной и антигосударственной деятельности, направленной на подрыв Советского государства» и лишён наград и званий.
В июле того же года Батицкий был назначен на должность 1-го заместителя командующего войсками Московского военного округа. Когда 23 декабря 1953 года Л. П. Берия Специальным судебным присутствием Верховного суда СССР был приговорён к высшей мере наказания (расстрелу), Батицкий лично привёл смертный приговор в исполнение. Это указано в акте о расстреле Л. П. Берия от 23 декабря 1953 года, подписанном П. Ф. Батицким, Р. А. Руденко и К. С. Москаленко.
В мае 1954 года был назначен на должность командующего 7-й механизированной армией (Белорусский военный округ), 27 августа того же года — на должность командующего войсками Московского округа ПВО, а в марте 1965 года — на должность первого заместителя начальника Генерального штаба Вооружённых сил СССР.
Указом Президиума Верховного Совета СССР от 7 мая 1965 года «за умелое руководство войсками, мужество, отвагу и героизм, проявленные в борьбе с немецко-фашистскими захватчиками, и в ознаменование 20-летия победы советского народа в Великой Отечественной войне 1941—1945 гг.» генералу армии Батицкому Павлу Фёдоровичу присвоено звание Героя Советского Союза с вручением ордена Ленина и медали «Золотая Звезда» (№ 10681).
В июле 1966 года был назначен на должность Главнокомандующего Войсками противовоздушной обороны страны — заместителя Министра обороны СССР. Одновременно был командующим войсками ПВО Объединённых вооружённых сил — заместителем Главнокомандующего Объединённых вооружённых сил государств — участников Варшавского договора. В 1970 году принимал участие в операции «Кавказ» — советской военной помощи Египту во время Войны на истощение. В июле 1978 года Батицкий был освобождён от занимаемой должности на основании собственного рапорта, поданного по причине несогласия с решением о передаче большой части Войск противовоздушной обороны в состав приграничных военных округов и нежелания участвовать, по его словам, в «эксперименте, который подрывает обороноспособность государства». После чего Батицкий был назначен генеральным инспектором Группы генеральных инспекторов Министерства обороны СССР.
Маршал Советского Союза Павел Фёдорович Батицкий умер 17 февраля 1984 года в Москве. Похоронен на Новодевичьем кладбище.

## Воинские звания
- Полковник (27.12.1941);
- Генерал-майор (25.09.1943);
- Генерал-лейтенант (11.05.1949);
- Генерал-полковник (3.08.1953);
- Генерал армии (5.05.1961);
- Маршал Советского Союза (15.04.1968).

## Награды

### Награды СССР
- Медаль «Золотая Звезда» Героя Советского Союза (07.05.1965);
- Пять орденов Ленина (22.02.1944, 20.04.1953, 27.06.1960, 7.05.1965, 21.02.1978);
- Орден Октябрьской Революции (26.06.1970);
- Пять орденов Красного Знамени (03.05.1942, 3.11.1944, ?.01.1951, 22.02.1954, 22.02.1968);
- Орден Кутузова 1-й степени (29.05.1945);
- Орден Суворова 2-й степени (23.07.1944);
- Орден Кутузова 2-й степени (19.04.1945);
- Орден «За службу Родине в Вооружённых Силах СССР» 3-й степени (30.04.1975);
- Юбилейная медаль «За воинскую доблесть. В ознаменование 100-летия со дня рождения Владимира Ильича Ленина»;
- Медаль «За победу над Германией в Великой Отечественной войне 1941—1945 гг.»;
- Юбилейная медаль «Двадцать лет Победы в Великой Отечественной войне 1941—1945 гг.»;
- Юбилейная медаль «Тридцать лет Победы в Великой Отечественной войне 1941—1945 гг.»;
- Медаль «За победу над Японией»;
- Медаль «За взятие Кенигсберга»;
- Медаль «За взятие Берлина»;
- Медаль «За освобождение Праги»;
- Медаль «За освоение целинных земель»;
- Медаль «За укрепление боевого содружества»;
- Медаль «Ветеран Вооружённых Сил СССР»;
- Юбилейная медаль «30 лет Советской Армии и Флота»;
- Юбилейная медаль «40 лет Вооружённых Сил СССР»;
- Юбилейная медаль «50 лет Вооружённых Сил СССР»;
- Юбилейная медаль «60 лет Вооружённых Сил СССР»;
- Медаль «В память 800-летия Москвы»;
- Почётное оружие с золотым изображением Государственного герба СССР (22.02.1968).

### Иностранные награды
- Командорский крест со звездой ордена Возрождения Польши (ПНР);
- Командорский крест ордена Возрождения Польши (ПНР);
- Орден Клемента Готвальда (ЧССР; 5.5.1975)[16];
- Орден Знамени ВНР 1 степени (ВНР);
- Орден Сухэ-Батора (МНР);
- Орден «За заслуги перед Отечеством» в золоте (ГДР);
- Орден Облаков и Знамени 4 степени (Китайская Республика);
- Орден Народной Республики Болгария 1-й степени (НРБ);
- Орден «23 августа» 1-й степени (Социалистическая Республика Румыния);
- Медаль «Дружба» (МНР);
- Медаль «30 лет Халхин-Гольской Победы» (МНР);
- Медаль «30 лет Победы над милитаристской Японией» (МНР);
- Медаль «40 лет Халхин-Гольской Победы» (МНР);
- Медаль «50 лет Монгольской Народной Армии» (МНР);
- Медаль «50 лет Монгольской Народной Революции» (МНР);
- Медаль «60 лет Вооружённых Сил Монгольской Народной Республики» (МНР);
- Медаль «Победа на Халхин-Голе» (МНР);
- Медаль «За укрепление дружбы по оружию» 1-й степени (ЧССР);
- Медаль «30 лет Словацкому Национальному Восстанию» (ЧССР);
- Медаль «За укрепление братства по оружию» (НРБ);
- Медаль «90 лет со дня рождения Георгия Димитрова» (НРБ);
- Медаль «100 лет со дня рождения Георгия Димитрова» (НРБ);
- Медаль «100 лет Освобождения Болгарии от османского рабства» (НРБ);
- Медаль «1300 лет Болгарии» (НРБ);
- Медаль «Китайско-советской дружбы» (КНР);
- Медаль «Братство по оружию» (ПНР);
- Медаль «20 лет Революционным Вооружённым Силам» (Куба);
- Медаль «30 лет образования ГДР» (ГДР);
- Медаль «30 лет освобождения Родины от фашистского ига» (Румыния).

## Память
- В честь П. Ф. Батицкого названы улицы в Москве, Харькове, Черкассах и в микрорайоне Заря города Балашихи.
- В микрорайоне Заря города Балашихи на площади у культурно-досугового центра «Заря» установлен бюст П. Ф. Батицкого.
- В Москве на доме по адресу переулок Сивцев Вражек, дом 31, где жил Батицкий, установлена мемориальная доска.
- В Черкассах имя П. Ф. Батицкого носит гимназия № 31, на территории которой установлен также бюст Героя.

## Сочинения
П.Ф.Батицкий. Сокрушение "Восточного вала" // Всегда впереди. М.Советская Россия.1987 г. стр 128-144.